# صحراي كمال أباد (برخوار الشرقي)
صحراي کمال أباد (بالفارسية: صحرای کمال آباد) هي قرية تقع في إيران في قسم برخوار الشرقي الريفي.